# CCTV-8K
CCTV-8K(CCTV-8K 超高清, 중국어: 中央广播电视总台8K超高清频道)은 중국중앙텔레비전의 텔레비전 채널 중 하나이다.